# Asterella lateralis
Asterella lateralis là một loài rêu trong họ Aytoniaceae. Loài này được M. Howe mô tả khoa học đầu tiên năm 1898. Danh pháp khoa học của loài này chưa được làm sáng tỏ. 